# Lijst van beelden in Brunssum
Dit is een (onvolledige) chronologische lijst van beelden in Brunssum. Onder een beeld wordt hier verstaan elk driedimensionaal kunstwerk in de openbare ruimte van de Nederlandse gemeente Brunssum, waarbij beeld wordt gebruikt als verzamelbegrip voor sculpturen, standbeelden, installaties, gedenktekens en overige beeldhouwwerken.
Voor een volledig overzicht van de beschikbare afbeeldingen zie de categorie Beelden in Brunssum op Wikimedia Commons.
| Geplaatst   | Omschrijving                                       | Kunstenaar                   | Straat                                      | Plaats   | Materiaal          | Afbeelding  |
| ----------- | -------------------------------------------------- | ---------------------------- | ------------------------------------------- | -------- | ------------------ | ----------- |
| 1700        | Wapenschild uit het 'Bexhoes'                      |                              | Heufkestraat                                | Brunssum |                    |             |
| 1911 / 2006 | Gevelstenen Staatsmijn Emma                        |                              | Akerstraat-Noord                            | Brunssum |                    |             |
| 1923        | (gevel)                                            |                              | Zonnestraat 3, klooster                     | Treebeek |                    |             |
| 1927        | Sint Barbara                                       | Jean Weerts                  | Schildstraat 42, kerk                       | Treebeek | zandsteen          |             |
| 1930        | Mijnwerker                                         | Abraham Hesselink            | Heidestraat 20, Schutterspark               | Brunssum | kalkzandsteen      |             |
| 1940        | Brievenbus "Brunssum"                              | Gerarda Rueter               | Kerkstraat                                  | Brunssum |                    |             |
| 1945        | Sint Caecilia                                      | Pierre Daems                 | Nicolaes Maesstraat 2, park IVN             | Brunssum |                    |             |
| 1946        | Franciscus van Assisi                              | Hein Maessen                 | Hokkelenbergstraat 2                        | Brunssum |                    |             |
| 1947        | Christus in de Mijnstreek                          | Charles Vos                  | Rumpenerstraat                              | Brunssum | maultbrunnersteen  |             |
| 1948        | Adam & Eva                                         | Wim van Hoorn                | Vijverpark                                  | Brunssum | brons              |             |
| 1948        | O.L. Vrouw van Fatima                              | Hein Maessen                 | Dorpstraat / Hokkelenberg                   | Brunssum | steengoed          |             |
| 1950        | Olifant                                            | Wiel Friesen                 | Kerkstraat 294                              | Brunssum |                    |             |
| 1950        | Sint Jozef en het kind                             | Charles Vos                  | Wieënweg, school                            | Brunssum |                    |             |
|             | Stier Slagerij Palant                              |                              | Schildstraat / Servatiusstraat              | Brunssum | keramiek           |             |
| 1953        | Heilige Familie                                    | Hein Maessen                 | Prins Hendriklaan / Pastoor Hagenstraat     | Brunssum |                    |             |
| 1955        | Heilige Familie                                    | Sjef Drummen                 | Akerstraat / Rembrandtstraat, kerk          | Brunssum | terracotta         |             |
| 1956        | Gezinszorg                                         | Jan Viehof                   | Beatrixstraat 1a                            | Brunssum |                    |             |
| 1957        | (2 reliëfs)                                        | Wim van Hoorn                | Vijverpark, gemeentehuis                    | Brunssum | keramiek           |             |
| 1957        | Sint Vincentius (gevelbeeld)                       | Piet van Dongen              | Prins Hendriklaan, kerk                     | Rumpen   |                    |             |
| 1958        | Boodschap aan Maria door de engel Gabriël (reliëf) | Frans Cox                    | Lindestraat / Essenstraat, kerk             | Brunssum | natuursteen        |             |
| 1959 / 2009 | Partnerschaft 20 jaar Alsdorf-Brunssum             | Jan Daemen                   | Vijverpark                                  | Brunssum |                    |             |
| 1960        | Christophorus                                      | Sjef Drummen                 | Hoefnagelshof / Vijverlaan                  | Brunssum |                    |             |
| 1960        | De hoorn des overvloeds (reliëf)                   | Hub Quaedvlieg               | Raadhuisstraat                              | Brunssum |                    |             |
| 1960        | Paardenreliëf                                      | Charles Eyck                 | Merkelbekerstraat 35                        | Brunssum | baksteen           |             |
| 1960        | Spelend Kind                                       | Frans Gast                   | Vijverpark, Huize Louise                    | Brunssum |                    |             |
| 1961        | Expressie                                          | Jos Hermans                  | Kochstraat, voormalig ziekenhuis achterkant | Brunssum | koper / brons      |             |
| 1961        | Spelend Gezin                                      | Gène Eggen                   | Kochstraat, voormalig ziekenhuis            | Brunssum | brons              |             |
| 1963        | Deurklink Gregoriuskerk Noordzijde                 | Gottfried Böhm               | Hoek Kerkstraat / Dorpstraat                | Brunssum | brons              |             |
| 1964        | Voetwassing                                        | Ubbo Scheffer                | Hoek Kerkstraat / Dorpstraat                | Brunssum | Vaurion steen      | Voetwassing |
| 1965        | Zon, licht en leven                                | Ger Ruyters                  | Mozartstraat 1                              | Brunssum |                    |             |
| 1965        | Spelende kinderen                                  | Math Camps                   | Essenstraat / Honingboomstraat              | Brunssum | beton              |             |
| 1966        | School en Spel (reliëfs)                           | Frans Deumes                 | Sint Gregoriuslaan bij 1A/ Boerhavestraat   | Brunssum | beton              |             |
| 1968        | Hubertusjacht (reliëf)                             |                              | Vijverlaan 18                               | Brunssum | terracotta         |             |
| 1970        | Kruis                                              | Rinus van Leunen             | Bouwbergstraat / Hoogenboschweg             | Brunssum | terracotta         |             |
| 1970        | Waterpartij (reliëf)                               | Martin Linnartz              | Koutenveld, zwembad                         | Brunssum | steen              |             |
| 1971        | Bundeling                                          | Eugène Laudy                 | Treebeekplein 133                           | Treebeek | beton              |             |
| 1972        | Bloesem                                            | Jean Houben                  | Vijverpark                                  | Brunssum |                    |             |
| 1972        | Drijven                                            | Frans Peters                 | Vijverpark                                  | Brunssum |                    |             |
| 1979        | Truujke Trampel                                    | Frans Carlier                | Kerkstraat / Wilhelminastraat               | Brunssum | brons              |             |
| 1980        | Doorgang                                           | Lo van der Linden            | Haefland                                    | Brunssum | metaal             |             |
| 1980        | Muzikanten                                         | Math Boels                   | Haefland 11a                                | Brunssum | beton              |             |
| 1982        | Herinnering                                        |                              | Akerstraat                                  | Brunssum | staal              |             |
| 1982        | Keramiek                                           | Jan Snoeck                   | Doorvaartstraat 15                          | Brunssum | keramiek           |             |
| 1983        | Fontein                                            | Sjra Schoffelen              | Raadhuisstraat / Kerkstraat                 | Brunssum | kunsthars          |             |
| 1985        | Vogels                                             | Twan Lendfers                | Schoolstraat 16                             | Brunssum | brons              |             |
| 1986        | De Mijnwerker (“D’r Huub”)                         | Sjef Drummen                 | Akerstraat / Bodemplein                     | Brunssum | brons              |             |
| 1986        | Maria                                              | Mari Andriessen              | Florence Nightingalestraat, kerk            | Brunssum |                    |             |
| 1987        | Leven                                              | Wim Steins                   | Raadhuisstraat 21                           | Brunssum |                    |             |
| 1988        | Fragment van een droom                             | Louis Reijnen                | Vijverpark                                  | Brunssum | marmer / hardsteen |             |
| 1988        | Paradedans                                         | Twan Lendfers                | Prins Hendriklaan 237                       | Brunssum | brons              |             |
|             | De Nimf                                            | Marjo van Koningsbrugge      | Tolenhof, seniorencomplex                   | Brunssum |                    |             |
| 1989        | Monument Joodse Kinderen                           | Kees van de Vosse            | Vijverpark                                  | Brunssum | gietijzer          |             |
|             | Ilse Frankental                                    | Twan Lendfers                | Kerkstraat                                  | Brunssum |                    |             |
| 1990        | Gazelle                                            | Lo van der Linden            | Klingbemden 183                             | Brunssum | metaal             |             |
| 1990        | Stier                                              | Wim Steins                   | Vijverlaan / Lindeplein 21, woonflat        | Brunssum | brons              |             |
| 1992        | Golfbeweging                                       | Tjerrie Verhellen            | Europalaan                                  | Brunssum |                    |             |
| 1992        | Interactie                                         | Arthur Gläsner               | Kennedylaan, park                           | Brunssum |                    |             |
| 1992        | Monument voor de regen                             | Kees Buckens                 | Kennedylaan achter flat                     | Brunssum |                    |             |
| 1994        | Spelende (verongelukte) kinderen                   | Gène Eggen                   | Eggeplein                                   | Brunssum |                    |             |
| 1994        | Verstoorde-Huisraad (oorlogsmonument)              | Marco Juriën                 | Platanendreef 108, park Hemelder            | Brunssum |                    |             |
| 1996        | Folkloriade fontein                                | Caius Spronken               | Koutenveld                                  | Brunssum | brons              |             |
| 1996        | Levensboom                                         | Sjir Borger                  | Maastrichterstraat 36                       | Brunssum | keramiek           |             |
| 1996        | Niké                                               | Rob Thalen                   | Rumpenerstraat, Oranjerie                   | Brunssum |                    |             |
| 1997        | Bergerode (gevelsteen)                             | Anoek Theunissen             | Rumpenerstraat 21                           | Brunssum |                    |             |
| 1997        | Bosse Hook (gevelsteen)                            | Jessica de Gavelle           | Hoefnagelshof 27                            | Brunssum |                    |             |
| 1997        | De Baenje (gevelsteen)                             | Kiki Stumme                  | Woendershof 73                              | Brunssum |                    |             |
| 1997        | De Hofstede (gevelsteen)                           | Roy Stahlberg                | Kerkstraat 1                                | Brunssum |                    |             |
| 1997        | De Maer (gevelsteen)                               | Arend Lünenberg              | Brimmanshof 15                              | Brunssum |                    |             |
| 1997        | Oranjerie (gevelsteen)                             | Tim Pennings                 | Rumpenerstraat 37                           | Brunssum |                    |             |
| 1997        | Tichelwei (Gevelsteen}                             | Tim Pennings                 | Julianastraat 13                            | Brunssum |                    |             |
| 1999        | Vlindermensen                                      | Francis von Wahlde           | Schuttershof, verpleeghuis                  | Brunssum | cortenstaal        |             |
| 2000        | Ringen                                             | Fons Lemmens                 | Heugerstraat 21                             | Brunssum | rvs                |             |
| 2000        | Stoelen                                            | Maria Bemelmans              | Socratesstraat                              | Brunssum | staal              |             |
| 2000        | Techniek                                           | Fons Lemmens                 | Doorvaartstraat 116                         | Brunssum |                    |             |
| 2002        | Sleeënde kinderen                                  | Rini Dado                    | Langeberglaan / Vondelstraat                | Brunssum | brons              |             |
| 2003        | Garden Angel                                       | Rietje Hunnekens             | Dorpstraat, kloostertuin                    | Brunssum |                    |             |
| 2005        | JFC Headquarters Monument                          | John Philips                 | Rimburgerweg , rotonde                      | Brunssum |                    |             |
| 2005        | Ode aan Odille (Bex)                               | Marianne Pennings-Olieslager | Brunner Bron 28                             | Brunssum |                    |             |
| 2006        | Douve Piet                                         | José Fijnaut                 | Rozengaardstraat / Heulenderstraat          | Brunssum | cortenstaal        |             |
| 2006        | D´r Brikkebekker                                   | Jan Daemen                   | Oude Markt / Dorpstraat                     | Brunssum | brons              |             |
| 2008        | Duurzaamheid                                       | Bert van Loo                 | Emmaweg / Akerstraat                        | Brunssum | glas / staal       |             |
| 2009        | De non Brigida                                     | Jenny Roost                  | Brigidastraat, Brigidahuis                  | Brunssum | aluminium          |             |
| 2009        | Hink Stap Sprong                                   | Cor Lof                      | Wenckebachstraat                            | Brunssum |                    |             |
| 2010        | Herdenkingsmonument Verongelukte Mijnwerkers       |                              | Akerstraat                                  | Brunssum | staal              |             |
|             | (beeld bol)                                        |                              | Dorpsstraat / Maastrichterstraat            | Brunssum |                    |             |
| 2010        | Hoopvolle ontmoeting                               | Marie-José van der Meer      | Kerkstraat                                  | Brunssum |                    |             |
| 2014        | Oorlogsmonument 2nd Armoured Div                   | Ruud Scholten en Cor Lof     | Dorpsstraat                                 | Brunssum | cortenstaal        |             |
| 2015        | De vrijwilligers                                   | Jan Daemen                   | Sweelinckstraat / Mozartstraat              | Brunssum | brons / steen      |             |
| 2017        | Upstream (Cascade)                                 | Harald Vlugt                 | Lindeplein                                  | Brunssum | brons              |             |